# Harthausen (Staig)
Harthausen ist ein Ortsteil der Gemeinde Staig im Alb-Donau-Kreis in Baden-Württemberg.
Der Wohnplatz ist mit circa 55 Einwohnern der kleinste Ortsteil der Gemeinde Staig. Er liegt westlich der Weihung und ist über die Kreisstraßen K 7373 und K 7371 zu erreichen.

## Geschichte
Harthausen wird 1148 erstmals überliefert. Bereits 1148 gehörte der Ort dem Kloster Wiblingen und wird zu dessen Gründungsgut zu rechnen sein.
Die ehemalige Kirche Sankt Peter und Paul wurde 1826 auf Abbruch verkauft.